# リヴ・ウルマン
リヴ・ウルマン（Liv Ullmann、本名：Liv Johanne Ullmann、1938年12月16日 - ）は、ノルウェーの女優・映画監督。

## 来歴
エンジニアの父親の仕事の都合で東京で生まれる 。2年後にトロントに移る。しかし4年後に父親が脳腫瘍で亡くなり、ノルウェーに戻る。ロンドンで演技を学び、1950年代よりノルウェーで舞台に立ち、1957年に映画デビュー。
北欧からの移民農家の妻を演じた1972年の『移民』（或いは『移民者たち』）でゴールデングローブ賞 主演女優賞（ドラマ部門）を受賞、アカデミー主演女優賞にもノミネートされた。幻覚に襲われる精神科医を演じた1975年『鏡の中の女』で2度目のアカデミー賞ノミネート。7年間も母に会えず怒りを爆発させる娘を演じた1978年の『秋のソナタ』（ベルイマン監督）では実力派のイングリッド・バーグマン（本作が最終作品）を圧倒する演技を見せた。2000年には『不実の愛、かくも燃え』を監督している。この作品の脚本はベルイマンである。
早くからイングマール・ベルイマンに出会い、公私共にパートナーとなる。二人は10本の映画を製作した。二人の間には娘が一人いたが結婚はせず、ウルマンは1985年に結婚した二人目の夫と共にニューヨークに住んだが、1995年に離婚。しかし2人は2007年まで共に住んでいた。
2010年12月10日に行われたノーベル賞授賞式に出席し、平和賞を受賞しながら出席を果たせなかった劉暁波が前年12月に書いた文章を代読した。
2022年3月25日、第12回ガバナーズ賞においてアカデミー名誉賞（第94回）が授与された。

## 主な出演作品
| 公開年 | 邦題 原題                                           | 役名                     | 備考                                              | 吹き替え                                |
| ------ | --------------------------------------------------- | ------------------------ | ------------------------------------------------- | --------------------------------------- |
| 1967   | 仮面/ペルソナ Persona                               |                          |                                                   |                                         |
| 1968   | 狼の時刻 Vargtimmen                                 | アルマ                   |                                                   | 武藤礼子                                |
| 1968   | 恥 Skammen                                          | エヴァ                   |                                                   |                                         |
| 1969   | 沈黙の島 En passion                                 | アンナ                   |                                                   |                                         |
| 1970   | 夜の訪問者 De la part des copains                   | ファビエンヌ・マーティン |                                                   | 武藤礼子(TBS版)、中西妙子(日本テレビ版) |
| 1971   | ナイト・ビジター The Night Visitor                  | Ester Jenks              |                                                   |                                         |
| 1971   | 移民者たち Utvandrarna                              | クリスティナ             | ゴールデングローブ賞 主演女優賞 (ドラマ部門) 受賞 |                                         |
| 1972   | 叫びとささやき Viskningar och rop                   | マリア                   |                                                   |                                         |
| 1973   | 失われた地平線 Lost Horizon                         | キャサリン               |                                                   |                                         |
| 1973   | ある結婚の風景 Scener ur ett äktenskap              | マリアンヌ               | テレビシリーズ                                    |                                         |
| 1973   | エーゲ海の旅情 40 Carats                            | アン・スタンリー         |                                                   |                                         |
| 1973   | 西部に来た花嫁 Zandy's Bride                        | ハンナ                   |                                                   | 武藤礼子                                |
| 1975   | 呪われた女 Leonor                                   | レオノール               |                                                   |                                         |
| 1976   | 鏡の中の女 Ansikte mot ansikte                      |                          |                                                   |                                         |
| 1977   | 遠すぎた橋 A Bridge Too Far                         | ケイト                   |                                                   | 武藤礼子(日本テレビ版)                  |
| 1977   | 蛇の卵 The Serpent's Egg                            | マヌエラ・ローゼンバーグ |                                                   |                                         |
| 1978   | 秋のソナタ Höstsonaten                              | エヴァ                   |                                                   |                                         |
| 1984   | 野鴨 The Wild Duck                                  | ジーナ                   |                                                   |                                         |
| 1984   | キーファー・サザーランドの ベイ・ボーイ The Bay Boy | ジェニー・キャンベル     |                                                   |                                         |
| 1985   | 女たちのテーブル Speriamo che sia femmina           | エレナ                   |                                                   |                                         |
| 1986   | さらばモスクワ Mosca addio                          | Ida Nudel                |                                                   |                                         |
| 1987   | ギャビー、愛はすべてを越えて Gaby: A True Story     | サリ                     |                                                   |                                         |
| 2003   | サラバンド Saraband                                 | マリアン                 |                                                   |                                         |
| 2012   | 誰でもない女                                        | オーゼ                   |                                                   |                                         |

## 主な監督作品
- 不実の愛、かくも燃え Faithless （2000年）